# Marcillac
Marcillac [maʁsijak] (okzitanisch Marcilhac) ist eine ehemalige französische Gemeinde mit 1.130 Einwohnern (Stand: 1. Januar 2022) im Département Gironde in der Region Nouvelle-Aquitaine (vor 2016: Aquitanien). Sie gehörte zum Arrondissement Blaye und zum Kanton L’Estuaire. Die Einwohner werden Marcillacois genannt.
Zum 1. Januar 2019 wurde Marcillac zusammen mit Saint-Caprais-de-Blaye zur Commune nouvelle Val-de-Livenne mit Sitz in Saint-Caprais-de-Blaye zusammengelegt. Saint-Caprais-de-Blaye und Marcillac besitzen hierbei den Status von Communes déléguées.

## Geographie
Marcillac liegt circa 20 Kilometer nordöstlich von Blaye und circa 50 Kilometer nordnordöstlich von Bordeaux im Gebiet Blayais der historischen Provinz Guyenne an der Grenze zum Département Charente-Maritime.
Umgeben wird Marcillac von acht Nachbargemeinden und -orten:
| Boisredon (Charente-Maritime)           | Courpignac (Charente-Maritime)              | Chamouillac (Charente-Maritime) |
| Saint-Caprais-de-Blaye (Val-de-Livenne) | Kompassrose, die auf Nachbargemeinden zeigt | Souméras (Charente-Maritime)    |
| Saint-Aubin-de-Blaye                    | Reignac                                     | Donnezac                        |

## Geschichte
Das Gebiet von Marcillac wurde schon sehr früh bewohnt. Angeordnete Kieselsteine, die östlich des Weilers Les Glorits gefunden wurden, belegen eine Besiedelung während der Altsteinzeit. Zeugnisse aus der gallorömischen Zeit wie beispielsweise ein graues Tongefäß sind ebenfalls an mehreren Stellen sichtbar. Ein Mosaikstein aus einer römischen Villa ist östlich des Ortszentrums gefunden worden.
Eine Besonderheit von Marcillac sind seine Hügel. Eine dieser Doues genannten Erhebungen befindet sich in der Nähe des Weilers Les Hauts Ponts. Der Hügel misst acht Meter in der Höhe und 15 Meter im Umfang. Untersuchungen am Gipfel ergaben außer Scherben von grauen Tongefäßen keine Anzeichen eines Bauwerks. Es handelt sich vermutlich um den Standort einer mittelalterlichen Festung mit einem Turm aus Holz. Der Legende nach dienten die Hügel als Weitergabe von Signalen.
Im Weiler Reguignon südöstlich des Ortszentrums zwischen einem Herrenhaus und einem Haus eines Müllers befand sich wahrscheinlich eine Burg, die im Mittelalter errichtet wurde. An der Stelle ihrer vier Türme wurden einst Eichen gepflanzt, die heute verschwunden sind.
Der Fluss Livenne, der durch den Ort fließt, versorgte eine große Zahl an Wassermühlen, darunter die größeren Mühlen La Touille, Reguignon, Bretagne und Les Vignolles.

## Bevölkerungsentwicklung
Nach Beginn der Aufzeichnungen stieg die Einwohnerzahl bis zur zweiten Hälfte des 19. Jahrhunderts auf einen Höchststand von rund 2.070. In der Folgezeit sank die Größe der Gemeinde bei kurzen Erholungsphasen bis zur Jahrtausendwende auf rund 1.000 Einwohner, bevor eine Wachstumsphase einsetzte, die in jüngster Zeit wieder stagnierte.
| Jahr      | 1962  | 1968  | 1975  | 1982  | 1990  | 1999 | 2006  | 2011  | 2022  |
| --------- | ----- | ----- | ----- | ----- | ----- | ---- | ----- | ----- | ----- |
| Einwohner | 1.237 | 1.131 | 1.061 | 1.066 | 1.115 | 996  | 1.069 | 1.184 | 1.130 |

## Sehenswürdigkeiten
- Kirche Saint-Vincen aus dem 12. Jahrhundert, als Monument historique eingeschrieben
- Friedhofskreuz aus dem 15. Jahrhundert, seit 1907 als Monument historique klassifiziert
- Mühle Reguignon aus der ersten Hälfte des 19. Jahrhunderts, Walkmühle, dann Getreidemühle, dann Mehlfabrik
- Mühle Parodier aus dem 18. Jahrhundert, Getreidemühle, dann Mehlfabrik
- Mühle Vignolles, Getreidemühle aus dem Ende des 19. Jahrhunderts

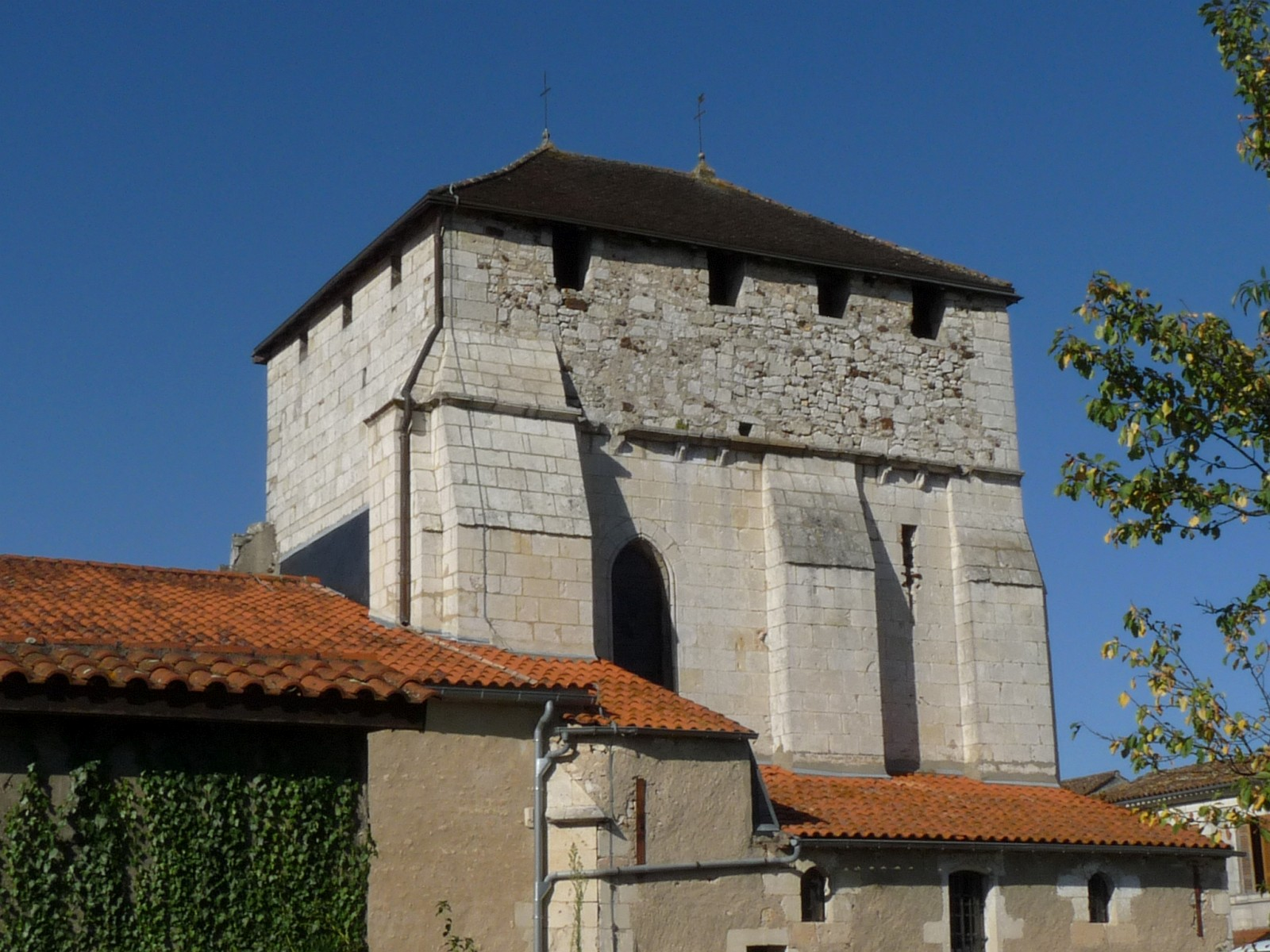
Kirche Saint-Vincent
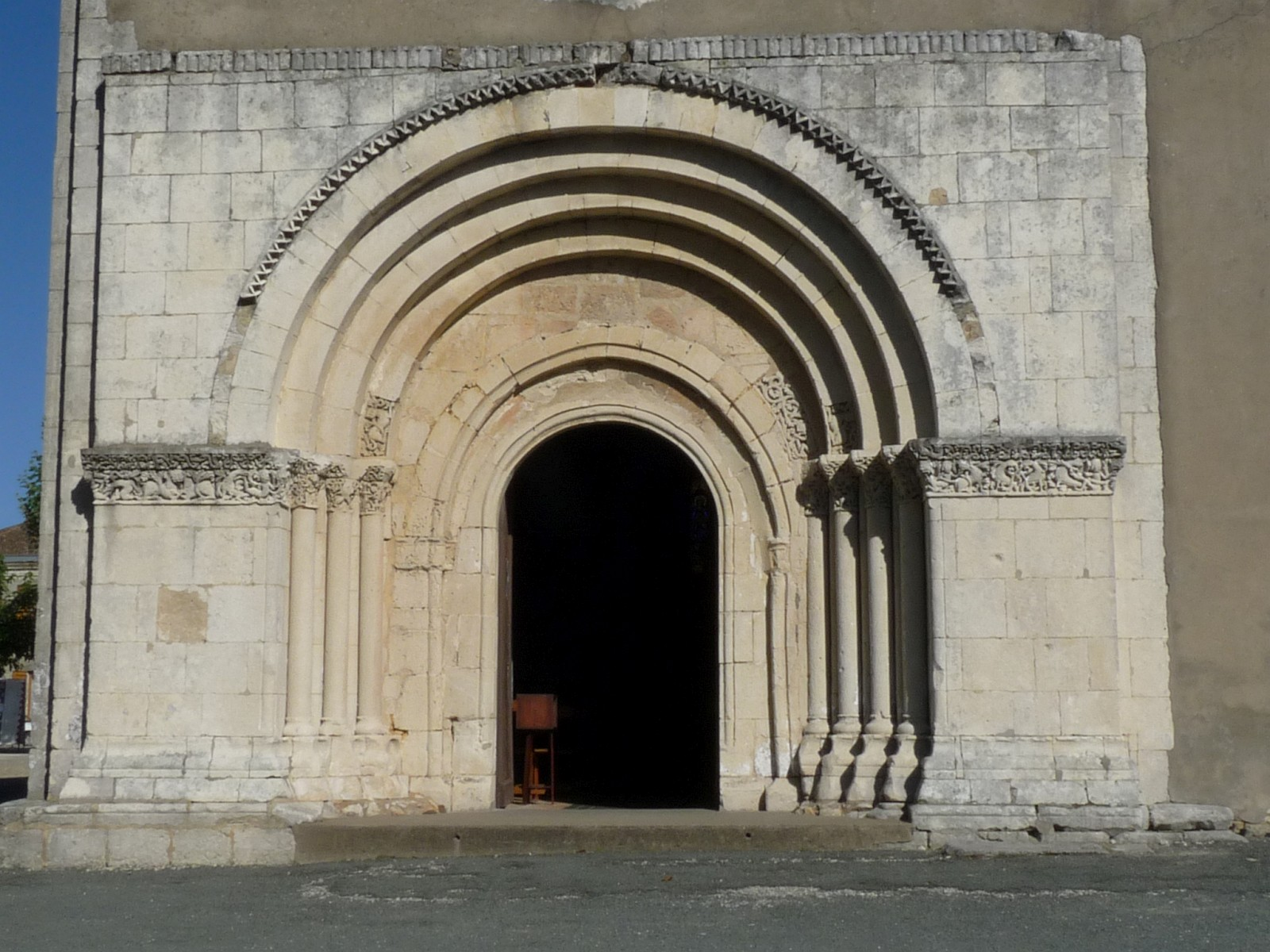
Eingangsportal
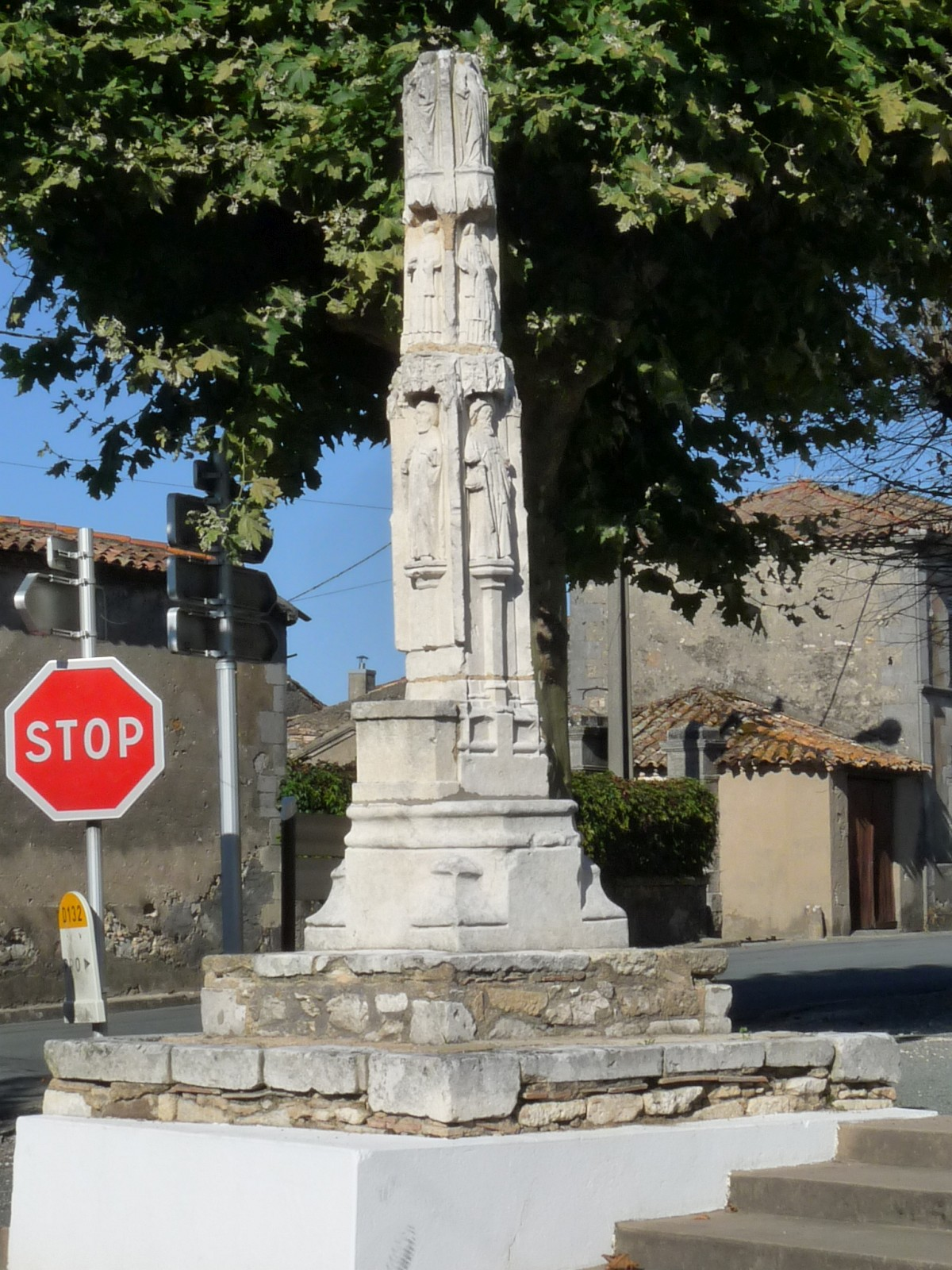
Friedhofskreuz